# I Still Do
I Still Do ist das 23. Studioalbum des britischen Rockmusikers Eric Clapton. Es erschien 2016 bei Claptons eigenem Label Bushbranch/Surfdog und wurde von Glyn Johns produziert. Das Album beinhaltet eine Mischung aus Coverversionen von Rock-, Soul- und Blues-Titeln sowie neuem Material.

## Entstehung

### Hintergrund
Das Album vereinigte Clapton erneut mit dem Musikproduzenten Glyn Johns, der mit ihm bereits 1977 das Album Slowhand aufgenommen hatte. Das Cover zeigt ein gemaltes Porträt Claptons und stammt von Peter Blake, mit dem Clapton bereits früher zusammengearbeitet hatte.
Der Albumtitel I Still Do bedeutet sinngemäß „Ich tue es immer noch“ und ist ein Zitat von Claptons Tante Audrey. Der Brite besuchte die 89-jährige kurz vor ihrem Tod und verabschiedete sich dankend von ihr: „Mit dem Album verneige ich mich vor ihr. Ich besuchte sie, als es langsam zu Ende ging. Ich sagte zu ihr: ‚Ich will dir einfach Danke sagen für alles. Dafür, dass du auf mich aufgepasst hast, als ich ein kleiner Junge war – ein schwieriger kleiner Junge.‘ […]“. Claptons Tante antwortete, dass sie ihn immer mochte, und es immer noch tue („I liked you, and I still do“). Vor der Veröffentlichung des Albums improvisierte Clapton den Titel For Audrey zum Gedenken an seine Tante und veröffentlichte die Aufnahme am 6. November 2014.

### Aufnahmen
Clapton nahm das Album 2015 und 2016 auf. Die Aufnahmesessions fanden in Mark Knopflers Grove Studios in London statt. Clapton erklärte, dass er ausschließlich auf traditionellem Tonband aufnehmen werde. Das bedeute, dass Overdubbing nur äußert schwierig zu bewältigen sei und man einen kompletten Auftritt mit allen beteiligten Musikern aufnehme. Johns arbeitete während der Aufnahme mit ATR Master Tape 1”/4”, einem MNTR Solo Limiter sowie einem A800 MK II Tape Recorder.
Clapton benutzte während der Aufnahmen einen Fender Vibrolux als hauptsächlichen Gitarrenverstärker. Er spielte auf Signatur-Stratocaster, Gibson Les Paul, Gibson ES-335 und Gibson L-5 sowie Akustikgitarren von Martin.

## Inhalt
Das Album beinhaltet eine Mischung aus Blues-, Rock- und Soulmusik und traditionellen Standards. Es beginnt mit dem Bluesstück Alabama Woman Blues von Leroy Carr. Es folgt der Rocksong Can’t Let You Do It aus der Feder des 2013 verstorbenen J. J. Cale. Der Song I Will Be There verwendet Stimme und Gitarre eines Musikers unter dem Pseudonym „L’Angelo Mysterioso“ und ist eine schnell gespielte Ballade. Der Akustiktitel Catch the Blues ist eine Ballade, und Cypress Grove ein Bluessong von Skip James.
Der Titel Little Man, You’ve Had a Busy Day ist ein klassisches Gesangsstück aus dem Jahr 1934 und wurde von Clapton ebenfalls mithilfe einer Akustikgitarre interpretiert. Stones in My Passway stammt aus der Feder von Blues-Musiker Robert Johnson. Das neunte Stück auf dem Album stammt von Bob Dylan und gehört wie der nachfolgende Titel I’ll Be Alright dem Genre Folk-Rock an. Auch der Titel Somebody’s Knockin’ wurde von Cale geschrieben und ist ein Cover. Claptons Version zeichnet sich durch eine dominante Basslinie aus. Das Album endet mit der Ballade I’ll Be Seeing You.

## Veröffentlichung
I Still Do wurde am 20. Mai 2016 unter Claptons eigenen Plattenlabels Bushbranch- und Surfdog Records veröffentlicht und wird von Universal Music Marketing vertrieben. Die Standardversion auf CD enthält zwölf Titel; eine Version des Albums auf zwei Schallplatten sowie ein Musikdownload erschienen ebenso wie eine Sonderedition mit zwei Bonustiteln und zahlreichen Extras, die über den Internetshop des Labels zu beziehen ist.

## Titelliste
| Nr.          | Titel                                           | Autor(en)                                          | Länge |
| ------------ | ----------------------------------------------- | -------------------------------------------------- | ----- |
| 1.           | Alabama Woman Blues                             | Leroy Carr                                         | 5:06  |
| 2.           | Can’t Let You Do It                             | J. J. Cale                                         | 3:50  |
| 3.           | I Will Be There (mit L’Angelo Mysterioso)       | Paul Brady · John O’Kane                           | 4:37  |
| 4.           | Spiral                                          | Eric Clapton · Andy Fairweather Low · Simon Climie | 5:04  |
| 5.           | Catch the Blues                                 | Eric Clapton                                       | 4:51  |
| 6.           | Cypress Grove                                   | Skip James                                         | 4:49  |
| 7.           | Little Man, You’ve Had a Busy Day               | Al Hoffman · Mabel Wayne · Maurice Sigler          | 3:11  |
| 8.           | Stones in My Passway                            | Robert Johnson                                     | 4:03  |
| 9.           | I Dreamed I Saw St. Augustine                   | Bob Dylan                                          | 4:02  |
| 10.          | I’ll Be Alright (Arrangement: Eric Clapton)     | Traditional                                        | 4:23  |
| 11.          | Somebody’s Knockin’ (Arrangement: Eric Clapton) | J. J. Cale                                         | 5:11  |
| 12.          | I’ll Be Seeing You                              | Sammy Fain · Irving Kahal                          | 5:00  |
| Gesamtlänge: | Gesamtlänge:                                    | Gesamtlänge:                                       | 54:07 |

| Nr. | Titel         | Länge |
| --- | ------------- | ----- |
| 13. | Lonesome      |       |
| 14. | Freight Train |       |

## Besetzung
Entnommen aus der Ankündigung und den Liner Notes:
| - Eric Clapton – Gitarre, Gesang, Tamburin - Henry Spinetti – Schlagzeug, Percussion - Dave Bronze – Bassgitarre - Andy Fairweather Low – Gitarre, Gesang - Paul Carrack – Hammond-Orgel, Gesang | - Chris Stainton – Keyboard - Simon Climie – Gitarre, Keyboard - Dirk Powell – Akkordeon, Mandoline, Gesang - Walt Richmond – Keyboard - Ethan Johns – Percussion | - Michelle John – Gesang - Sharon White – Gesang - L’Angelo Mysterioso – Gitarre, Gesang - Glyn Johns – Produzent - Peter Blake – Design |

| - Catherine Roylance – Produktion der Liner Notes - Brice Beckham – Produktion der Liner Notes - Matthew Gordon – Produktion der Liner Notes - Kirsten Foster – Pressearbeit - Dave Kaplan – Albumplanung | - Scott Seine – Albumplanung - Kirsten Carranza – Albumplanung - Martin Hollis – Toningenieur - Rowan McIntosh – Assistenz des Ingenieurs - Bob Ludwig – Musikmastering (CD, Digital) | - Bernie Grundman – Musikmastering (Schallplatte) - Nick Roylance – Fotografie - Simon Whitehead – Fotografie - Craig Stecyk – Fotografie - Louis Klemantaski – Fotografie |

## Rezeption

### Deutschsprachige Kritiken
Kritiker Jan Ulrich Welke von den Stuttgarter Nachrichten findet, dass das Album „reinrassigen, getragenen, staubtrockenen Blues [zeige, der teilweise mit] Frauengesang“ unterlegt sei. Clapton Gitarre soll teils „glasklar tönen“ und die auf dem Album enthaltenen Lieder „gründlichst ausformuliert“ sein. Welke findet, dass der Brite mit dem Album seine endgültig erworbene Altersreife zeigt und attestiert dem Werk „sehr große handwerkliche Güte“. Armin Geier vom Oberbayerischen Volksblatt bezeichnet I Still Do als „Ohrenschmaus mit grandiosen Gitarrenklängen“, die sich mit der reifen Stimme Claptons „wunderbar mischen“. Laut dem Kritiker handele es sich bei diesem Werk um das beste Studioalbum des britischen Rockmusikers mit „zwölf fantastischen Stücken“, die „ehrliche, gefühlvolle Musik auf höchstem Niveau“ präsentieren. Kritiker von T-Online bezeichnen das Album als legendär, gerade deswegen, da Clapton es mit schwerem Ekzem aufgenommen hat. MusikWoche bezeichnete das Werk als „gewaltiges Album“.
Roland Biswurm vom Bayerischen Rundfunk lobte die analogen, lebendigen, sofortigen Aufnahmen mit Tonband und meinte, dass dieses Aufnahmeprinzip „erdig, echt und gut“ klingen lassen. Südwestrundfunk-Kritiker Günter Schneidewind bezeichnete I Still Do als „passables Alterswerk“ und notierte: „Das Album ist handwerklich ohne Tadel und hat zweifellos seine guten Momente, klingt immer warm, geht aber nicht wirklich unter die Haut. Ein passables Alterswerk ohne gravierende Mängel, nicht mehr, aber auch nicht weniger […]“. Die Mittelbayerische Zeitung bewertete das Album mit dem Prädikat „ausgezeichnet“ und meinte, dass es sich bei I Still Do um eine „von sicherer Hand kuratierte Mixtur aus Cover-Hommagen und solidem Neu-Material, eingespielt von einer Riege versierter Musiker“ handele. Max Fellmann von der Süddeutschen Zeitung meinte, dass das Album „schöne Momente“ besitzt, jedoch nicht vollständig überzeugend sei. Luxemburger Wort und Wiener Zeitung bewerteten das Album ebenfalls positiv.
Die Abendzeitung München, der Mitteldeutsche Rundfunk, die Rock Antenne, das Radio 88.6 sowie der Hessische Rundfunk zeichneten das Werk als Album der Woche aus.

### Internationale Stimmen
Journalist Jon M. Gilbertson vom Milwaukee Journal Sentinel findet, dass die auf dem Album enthaltenen Stücke Claptons Anpassungsgabe an die heutige Musikzeit vor allem in den Bereichen des Blues und der Standardmusik wiedergeben. Abschließend formulierte er, dass I Still Do kein dramatisches Werk sei, aber immerhin eines, das zeigt, dass Clapton „immer noch einer der ganz Großen“ sei. Stephen Thomas Erlewine von der Musikwebsite Allmusic vergab dem Album dreieinhalb von fünf möglichen Sternen und meint, dass das Werk sehr deutlich aufzeige, wie ältere professionelle Musiker das Thema Musik respektieren und einen musikalischen Genuss aufnehmen. Der Kritiker lobte ebenfalls die Arbeit von Produzent Johns, der sich im positiven Sinne nicht zu sehr auf die Titel konzentriert haben soll, sondern auf das Geschehen mit den Musikern im Studio. The Independent zeichnete das Album mit vier Sternen („grandios“) aus und meint, dass es Claptons entspanntestes und gleichzeitig das gefestigste Album seit Jahren sei.
Kritiker Will Hermes vom amerikanischen Rolling Stone bezeichnete das Werk als eines der besten Clapton-Veröffentlichungen des 21. Jahrhunderts. Darüber hinaus würden Claptons ehrliche Gefühle während der Aufnahmesessionen nach langer Zeit wieder auch für den Zuhörer richtig deutlich sein. Er vergab ebenfalls dreieinhalb von fünf möglichen Punkten für das Album. The National Abu Dhabi bewertete I Still Do mit vier von vier Sternen und meint, dass das Werk besonders darüber Aufschluss gebe, wie gut Clapton alte Lieder und Standards interpretieren kann. Graham Reid von der New Zealand Herald lobte die Darbietung Claptons und seiner Musiker auf dem Album und bezeichnete den Sound des Albums als „funky“ und „rund abgestimmt“. Er kritisiert jedoch, dass Clapton nichts mehr beweisen müsse und deshalb zurückhaltend wirke. Es sei „keine Hardrock-Musik, sondern leichter, sanfter Classic Rock […]“. Der Belfast Telegraph und das Radio WUKY Kentucky zeichneten I Still Do als Album der Woche aus.

## Chartplatzierungen
Das Album stieg in der 21. Chartwoche auf Platz fünf in die deutschen Musikcharts ein. In Österreich belegte es eine Woche später Rang drei der Ö3 Austria Top 40. In der Schweiz konnte es sich auf Platz eins der Hitparade positionieren. Im Vereinigten Königreich belegte es ebenso wie in den Vereinigten Staaten Platz sechs der Charts.
| ChartsChartplatzierungen       | Höchstplatzierung | Wochen |
| ------------------------------ | ----------------- | ------ |
| Deutschland (GfK)              | 5 (13 Wo.)        | 13     |
| Österreich (Ö3)                | 3 (12 Wo.)        | 12     |
| Schweiz (IFPI)                 | 1 (15 Wo.)        | 15     |
| Vereinigtes Königreich (OCC)   | 6 (5 Wo.)         | 5      |
| Vereinigte Staaten (Billboard) | 6 (6 Wo.)         | 6      |

## Verkaufszahlen
| Land/Region               | Auszeichnungen für Musikverkäufe (Land/Region, Auszeichnung, Verkäufe) | Verkäufe |
| ------------------------- | ---------------------------------------------------------------------- | -------- |
| Japan (RIAJ)              | —                                                                      | 11.505   |
| Vereinigte Staaten (RIAA) | —                                                                      | 44.000   |
| Insgesamt                 | —                                                                      | 55.505   |

Hauptartikel: Eric Clapton/Auszeichnungen für Musikverkäufe